# No Man's Land
|  | Denne artikel er oprettet af botten PalnaBot ud fra en ekstern database. Den kan derfor have sproglige fejl eller mangler. Denne skabelon kan fjernes efter kontrol af indholdet. |

Ingenmandsland er en dokumentarfilm fra 2013 instrueret af Michael Graversen efter manuskript af Michael Graversen.

## Handling
Efter at have forladt deres forældre i hjemlandet er teenagere og børn fra Afghanistan, Iran og Etiopien havnet i et limbo på et dansk asylcenter. Deres hverdag er fyldt med usikkerhed og venten, mens personalet forbereder sig på at skulle give tre drenge deres endelige afslag.